# Цутия, Рёсукэ
Рёсукэ Цутия (англ. Ryosuke Tsuchiya; яп. 土屋 良輔; род. 29 ноября 1994 года, Япония) — японский конькобежец; Участник зимних Олимпийских игр 2018 года и 2022 года, 3-кратный серебряный призёр зимних Азиатских игр, 10-кратный чемпион и 15-кратный призёр чемпионата Японии.

## Карьера
Рёсукэ Цутия родился в селе Цумагои и начал кататься на коньках в возрасте девяти лет в Икахо по совету его друга.  С 2006 года участвовал в соревнованиях средних школ в префектуре Гумма, а с 2010 года принимал участие в чемпионате Японии среди юниоров. В 2011 году впервые участвовал на Всеяпонском чемпионате и уже в октябре 2012 года стал бронзовым призёром в забеге на 5000 м. В сезоне 2012/13 дебютировал на Кубке мира.
В конце декабря 2013 года Цутия не смог квалифицироваться на олимпиаду в Сочи, заняв 6-е место в забеге на 10 000 м. В 2015 году он дебютировал на чемпионате мира на отдельных дистанциях в Херенвене, где занял 18-е место в масс-старте. Сезон 2015/16 начал со 2-го места в забеге на 10 000 м и в сумме многоборья на чемпионате Японии, а также 3-го в забеге на 5000 м. В феврале 2016 года на чемпионате мира на отдельных дистанциях в Коломне занял 18-е место в беге на 5000 м и 7-е в командной гонке. 
В октябре 2016 года на Всеяпонском чемпионате он впервые стал чемпионом на дистанции 10 000 м. А за день до этого занял 2-е место в забеге на 5000 м. В декабре на 3-м этапе Кубка мира в Астане впервые попал на подиум, выиграв золото в командной гонке. В феврале 2017 года на чемпионате мира на в Канныне занял лучшее 5-е место в командной гонке и 7-е на 10 000 м, а следом на зимних Азиатских играх в Саппоро завоевал серебряные медаль в забегах на 5000 м, 10 000 м и в командной гонке.
На чемпионате мира в классическом многоборье в Хамаре поднялся на 18-е место. В октябре 2017 года Рёсукэ стад чемпионом Японии на дистанциях 5000 м и 10 000 м и в декабре на олимпийском отборе в Нагано выиграл обе эти дистанции. В 2018 году на своих первых зимних Олимпийских играх в Пхёнчхане занял 10-е место в забеге на 10 000 м, 16-е на 5000 м и 5-е в командной гонке. В марте 2018 года на 6-м этапе Кубка мира в Минске Цутия финишировал 3-м в командной гонке. 
В сезоне 2018/19 на этапах Кубка мира он стал 1-м и 3-м в командной гонке преследования. Выиграл Всеяпонский чемпионат в многоборье и в феврале 2019 года на чемпионате мира в Инцелле занял 4-е место в командной гонке, а в забегах на 5000 м и 10 000 м финишировал соответственно 19-м и 11- м. На чемпионате мира в классическом многоборье в Калгари занял 13-е место. Через год на чемпионате мира в Солт-Лейк-Сити занял 5-е место в забеге на 10 000 м, побив свой национальный рекорд со временем 12:55.62 сек, также 9-е в масс-старте и 13-е на 5000 м.
В октябре 2021 года Цутия в очередной раз стал чемпионом Японии на дистанции 10 000 м и вторым на 5000 м. В конце декабря он выиграл отборочные олимпийские соревнования на дистанции 10 000 м с национальным рекордом 13:6,17 сек. и в феврале 2022 года на зимних Олимпийских играх в Пекине занял 6-е место в масс-старте, а в забеге на 10 000 м занял 11-е место. В марте 2023 года на чемпионате мира в Херенвене финишировал 6-м на дистанции 10 000 м и 10-м на 5000 м. В октябре 2023 года на Всеяпонском чемпионате Цутия выиграл забег 10 000 м и занял 2-е место на 5000 м.

## Награды
- 2018 год - получил спортивную почетную награду префектуры Гумма в Японии.

## Личная жизнь
Рёсукэ Цутия обучался в Университете Сэнсю. Он работает в компании "Memoride Hands".